# Dennis Daube
Dennis Daube (* 11. Juli 1989 in Hamburg) ist ein ehemaliger deutscher Fußballspieler, der zuletzt bis 2023 bei Preußen Münster spielte. Seine bevorzugte Position war das defensive Mittelfeld.

## Karriere

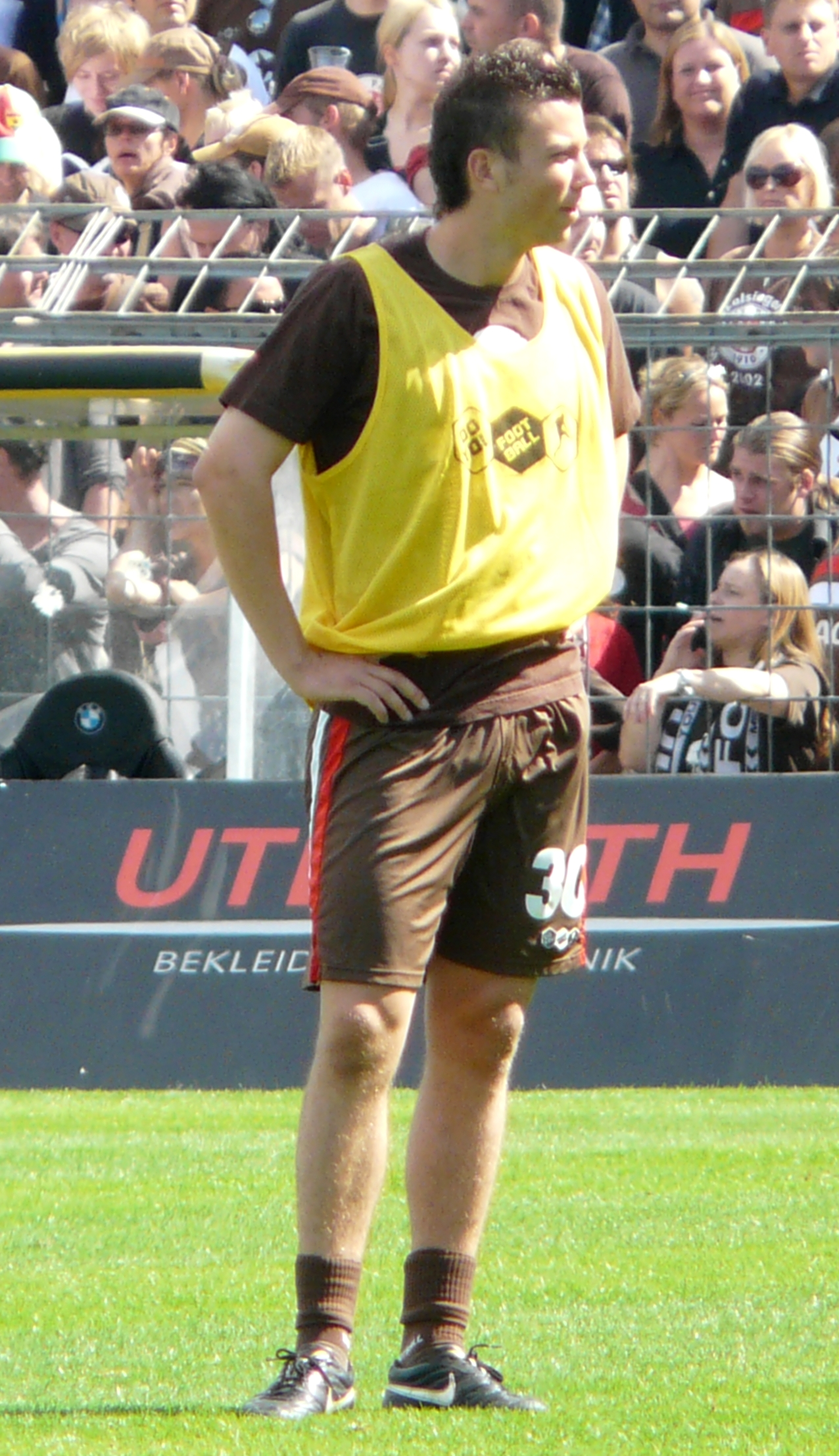
Dennis Daube (2009)

Daube begann seine Karriere beim SV Nettelnburg-Allermöhe, bevor er im Sommer 2004 zur Jugend des FC St. Pauli wechselte. Bis 2008 durchlief Daube diverse Jugendmannschaften und unterschrieb seinen ersten Lizenzspielervertrag. Seinen ersten Profieinsatz absolvierte Daube am 19. April 2009, als er im Spiel beim 1. FC Nürnberg in der 78. Minute für Florian Lechner eingewechselt wurde. In der Saison 2009/10 stieg er mit St. Pauli in die Bundesliga auf. Ein Mittelfußbruch stoppte ihn jedoch in der folgenden Saison; so kam er auf lediglich 13 Bundesligaspiele und sein Verein stieg direkt wieder in die 2. Bundesliga ab. Auch in den nächsten Spielzeiten wurde Daube von Verletzungen verfolgt, zwei Außenbandanrisse und ein erneuter Ermüdungsbruch sorgten dafür, dass er die Saison 2013/14 komplett verpasste.
Zur Saison 2015/16 wechselte Daube zum 1. FC Union Berlin. Für die Eisernen spielte er drei Jahre in der zweiten Bundesliga.
Zur Saison 2018/19 wechselte Daube in die 3. Liga zum KFC Uerdingen. Er unterschrieb beim Aufsteiger einen Vertrag mit einer Laufzeit bis zum 30. Juni 2020.
2020 wechselte Daube zu Preußen Münster. Nach einem im September 2021 erlittenen Kreuzbandriss spielte er nur noch einmal am 13. Mai 2023, als er zum Abschied in der 87. Minute des letzten Saisonspiels von Preußen Münster eingewechselt wurde. Danach beendete er seine aktive Laufbahn.
Daube hat neben dem Fußball eine Ausbildung als Fachkraft für Lagerlogistik im Sommer 2009 erfolgreich absolviert.